# مقاطعة تيران وكرون
مقاطعة تيران وكرون (بالفارسية: شهرستان تیران وکرون) هي إحدى مقاطعات محافظة أصفهان في إيران. عاصمة المقاطعة هي تيران. حسب تعداد 2006، بلغ عدد السكان 64,043 نسمة في 17,802 عائلة.